# Nestor Forster
Nestor José Forster Júnior (Porto Alegre, 10 de abril de 1963) do Senado Federal. Anteriormente, foi encarregado de negócios da embaixada do Brasil em Washington, D.C. é o Cônsul-Geral do Brasil em Vancouver, Canadá. Ele foi nomeado para o cargo em setembro de 2023, após ter sido embaixador do Brasil em Washington, D.C.,Estados Unidos.

## Biografia
Estudou História e Letras Clássicas e Vernáculas na Universidade Federal do Rio Grande do Sul. Em 1985, foi aprovado no concurso público de diplomata do Instituto Rio Branco e ingressou nos quadros do Ministério das Relações Exteriores (Brasil).
Foi oficial de Gabinete da Subsecretaria-Geral da Presidência da República (Brasil) e compôs a comissão que escreveu o Manual de Redação da Presidência da República. Como diplomata, serviu nas embaixadas do Brasil em Washington, Ottawa e São José (Costa Rica) e nos consulados-gerais do Brasil em Hartford e em Nova Iorque. Atuou, ainda, como assessor da Casa Civil (Brasil) da Presidência da República e como chefe de Gabinete da Advocacia-Geral da União.
Em 3 de junho de 2019, assumiu interinamente como encarregado de negócios da Embaixada do Brasil em Washington, D.C.. Em 26 de novembro de 2019, foi indicado pelo presidente Jair Bolsonaro para o cargo de embaixador do Brasil nos Estados Unidos. Foi aprovado pela Comissão de Relações Exteriores e Defesa Nacional por unanimidade em 13 de fevereiro de 2020, e em 22 de setembro de 2020 o plenário do Senado aprovou a indicação. Apresentou suas cartas credenciais ao governo norte-americano, formalizando sua atuação como embaixador do Brasil no país, em 23 de dezembro de 2020.
É casado com Maria Thereza Diniz Forster, também diplomata, com quem tem duas filhas e três netos. Forster é torcedor do Sport Club Internacional.
Durante sua gestão como embaixador em Washington, o Brasil e os Estados Unidos negociaram acordos de cooperação em matéria comercial, espacial e de defesa. Os dois países concluíram um Protocolo sobre Regras Comerciais e Transparência, que entrou em vigor em 2022. Em 2021, o Brasil foi o primeiro país latino-americano a assinar um acordo para participação no Programa Artemis de cooperação espacial com os Estados Unidos. O acordo de cooperação em defesa referente a projetos de pesquisa, desenvolvimento, teste e avaliação, assinado por Brasil e Estados Unidos em 2020, entrou em vigor em 2022.

### Controvérsias
No final de 2020, o jornal O Estado de S. Paulo revelou que obteve, mediante Lei de acesso à informação, telegramas em que Forster aconselhara o Presidente Jair Bolsonaro a não reconhecer a vitória de Joe Biden, presidente eleito dos Estados Unidos. Nos telegramas enviados a Bolsonaro, Forster teria se valido de análises que contestavam a lisura do processo eleitoral americano, bem como apontaria a possibilidade de Donald Trump, o candidato derrotado, reverter os resultados nos Tribunais.

O Ministério das Relações Exteriores, ao qual Foster é ligado, publicou "nota de esclarecimento" acerca da matéria, afirmando que Forster não emitiu juízo de valor sobre as eleições americanas e que, portanto, seria falsa a informação de que ele recomendara o adiamento do envio de mensagem ao presidente eleito dos Estados Unidos, porém mesmo 15 dias após o reconhecimento do resultado por grandes líderes mundiais, Foster ainda recomendava que se guardasse o resultado do julgamentos das diversas ações movidas por Trump e seus partidários.